# Информационо друштво
Информационо друштво (енгл. information society) је друштво у коме стварање, дистрибуција и манипулација информацијама постаје значајна културна и економска активност. Заснива се на „економији знања” јер профит генерише експлоатацијом знања, а у мањој мери природних ресурса. Централно место у овим друштвима заузимају информационе технологије које директно утичу на производњу и економију. Сматрају се наследником индустријских друштава.